# Beijing Automotive Industry Holding Corporation
Beijing Automotive Industry Holding Corporation, (BAIC), är en kinesisk fordonstillverkare med huvudkontor i Peking. Företaget grundades 1985 och ägs av Pekings delstatsregering. Tillverkningen, som sker i 26 kinesiska städer, består bland annat av personbilar, lastbilar, bussar och traktorer. I dagsläget sker tillverkningen genom licensavtal med utländska tillverkare, framförallt Hyundai, Daimler AG och Chrysler Holding LLC. De äger även ett försäljningsnät som är spritt över hela Kina. 
Sedan 2009 har man försökt att genom förvärv etablera sig på den europeiska marknaden, vilket hittills inte lyckats. Man deltog bland annat i budgivningen på General Motors europeiska dotterbolag Opel och Vauxhall, vilka GM senare beslöt sig för att behålla i egen ägo. I september 2009 skrev BAIC under ett avtal om att, som en del i finansieringen av Koenigsegg Groups köp av SAAB Automobile, förvärva en minoritetspost i Koenigsegg Group. Affären avbröts dock av Koenigsegg Group i november samma år.
I slutet av 2009 köpte man utgående teknik från Saab Automobile, vilket innefattar tekniska rättigheterna till första generationerna av Saab 9-5 samt delar av rättigheterna till den första generationen av Saab 9-3. Med denna planerar BAIC att för första gången lansera bilmodeller under eget namn.